# Apsaphida eremna
Apsaphida eremna är en fjärilsart som beskrevs av John G. Franclemont 1973. Apsaphida eremna ingår i släktet Apsaphida och familjen nattflyn. Inga underarter finns listade i Catalogue of Life.